# Pets & Friends
Pets & Friends är Nina Kinerts tredje studioalbum, utgivet 2008.

## Låtlista[1]
Där inte annat anges är låtarna skrivna av Nina Kinert.
1. "Combat Lovet" - 4:30
2. "Golden Rings" - 3:29
3. "I Shot My Man" - 3:17
4. "Pets & Friends" - 3:10
5. "Beast" - 3:58
6. "The Art Is Hard" - 4:01
7. "Me Loving U Long Time" - 3:14
8. "Get Off" - 3:33 (Torpedo)
9. "Love Affair" - 2:50
10. "A-Worn Out" - 6:04
11. "Libras" - 4:12
12. "The Story Goes" - 4:50

## Personal[1]
- Andreas Dahlbäck - slagverk (1, 9)
- Ane Brun - bakgrundssång (1, 7-9, 11)
- Anja Brigell - bakgrundssång (1, 7, 9, 11)
- Axel Olzon - bakgrundssång (9)
- Bebe Risenfors - bakgrundssång (9), dubbelbas (12), valthorn (9), slagverk (1)
- Britta Persson - bakgrundssång (1, 7, 9, 11)
- Elle-Kari Larsson - bakgrundssång (1, 7, 9, 11-12)
- Håkan Åkesson - mastering
- Jacob Frössén - layout
- Johan Lindström - bakgrundssång (2, 9), bas (1-4, 9-10), bleckblåsinstrument (10), cittra (10), trummor (10), elpiano (5), glockenspiel (7), gitarr (1, 3-4, 7, 11), keyboards (11), mellotron (1), mixning, oljud (6), orgel (2-4), pedaler (11), slagverk (1-4), producent, ljudeffekter (6), ståltrumma (6)
- Jonathan Lund - klarinett (6, 10)
- Linnea Olsson bakgrundssång (5, 7), cello (2-3, 5, 7, 11), handklapp (11)
- Liv Widell - bakgrundssång (2)
- Love Olzon - bakgrundssång (9), slagverk (9), sång (10)
- Nina Kinert - sång, körsång (10), eltrummor (6), gitarr (3-4, 7-8, 11-12), handklapp (1, 11), cemballo (1, 9), orgel (1, 6, 10), slagverk (3-4, 9), ukulele (4)
- Pontus Levahn - rörklockor (6), trummor (1-3, 6, 9, 11), handklapp (11), slagverk 1-3, 12)
- Pontus Olsson - inspelningstekniker
- Simon Yttergren - inspelningstekniker

## Mottagande
Skivan har medelbetyget 4,0/5 på Kritiker.se, baserat på tio recensioner.